# Симпатија (албум)
Симпатија је четврти албум групе Плавог оркестра. Издат је 1991. године за продукцију Дискотон. Албум је сниман пре распада Југославије. Највећи хит са овог албума је била песма "Љуби се исток и запад".
Ово је први албум који је објављен на ЦД-у и последњи албум који је објављен на плочи.

## Наслеђе
Словеначка певачица Тања Рибич је препевала насловну нумеру на матерњем језику 1998.

## Обраде
- Љуби се исток и запад-Califorina Dreamin' (The Mamas and the Papas)[5]
- Умријећу за тебе-I Would Die 4 U (Prince)[6]
- Бештија-Rock the Cashbah (The Clash)[6]